# Bogdan Stanaszek
Bogdan Mariusz Stanaszek (ur. 5 lipca 1966 w Brzostku) – polski duchowny rzymskokatolicki, historyk, profesor nauk humanistycznych.

## Życiorys
Urodził się w 1966 roku w Brzostku. Maturę uzyskał w 1985, następnie wstąpił do Wyższego Seminarium Duchownego w Przemyślu, gdzie w 1991 przyjął święcenia kapłańskie; inkardynowany został do diecezji sandomierskiej.
Po rocznym wikariacie kontynuował studia w Instytucie Historii Kościoła Katolickiego Uniwersytetu Lubelskiego, zwieńczone w 1997 doktoratem w zakresie historii, na podstawie pracy zatytułowanej Duchowieństwo diecezji sandomierskiej w latach 1918–1939, której promotorem był ks. prof. Zygmunt Zieliński. Stopień doktora habilitowanego uzyskał w 2006 na KUL, w oparciu o dorobek naukowy i rozprawę pt. Diecezja sandomierska w powojennej rzeczywistości politycznej w latach 1945–1967. Tytuł profesora nauk humanistycznych otrzymał 1 maja 2010.
W latach 1995–2005 był dyrektorem Archiwum Diecezjalnego w Sandomierzu. Od 1997 do 1999 pełnił funkcję dyrektora sandomierskiego oddziału tygodnika „Gość Niedzielny”. W 1998 został wykładowcą historii Kościoła w Wyższym Seminarium Duchownym w Sandomierzu. Był również zatrudniony w Instytucie Historii Kościoła na Wydziale Teologii KUL. W 2008 podjął pracę na Papieskiej Akademii Teologicznej w Krakowie, przekształconej w następnym roku w Uniwersytet Papieski Jana Pawła II. W latach 2009–2012 był dyrektorem Instytutu Historii na Wydziale Historii i Dziedzictwa Kulturowego UPJPII.
Specjalizuje się w stosunkach państwo-Kościół w XX w. i historii regionalnej. Podjął badania nad represjami władz komunistycznych wobec społeczeństwa w okresie PRL. W latach 2006–2007 był członkiem powołanej przez Konferencję Episkopatu Polski Kościelnej Komisji Historycznej, zajmującej się badaniem dokumentów Służby Bezpieczeństwa, dotyczących inwigilacji Kościoła.
Redaktor naczelny „Studiów Sandomierskich” i „Rocznika Brzosteckiego” (pięciu tomów w latach 1993–2001). Członek Komitetu Nauk Historycznych PAN w kadencji 2012–2015.

## Wybrane publikacje
- Parafia Brzostek w latach 1918–1939, wyd. 3, Brzostek 1998.
- Duchowieństwo diecezji sandomierskiej w latach 1918–1939, Lublin 1999.
- Usunąć biskupa! Władze PRL wobec ordynariusza diecezji sandomierskiej Jana Kantego Lorka, Sandomierz 2004.
- Diecezja sandomierska w powojennej rzeczywistości politycznej 1945–1967. Problematyka personalno-organizacyjna, t. 1, Sandomierz 2006.
- Diecezja sandomierska w powojennej rzeczywistości politycznej 1945–1967. Duszpasterstwo i laicyzacja życia społecznego, t. 2, Sandomierz 2006.
- „Wrogo ustosunkowany do naszego państwa”. Biskup Piotr Gołębiowski w dokumentach komunistycznej bezpieki i władz wyznaniowych, Sandomierz 2006.
- „Zdecydowany przeciwnik ustroju...” Władze PRL wobec ks. Edwarda Frankowskiego, Sandomierz 2007.
- Księża diecezji sandomierskiej więzieni przez władze komunistyczne po II wojnie światowej, Rzeszów 2008.
- Sprawa agenturalna „Północ”. Represje UB wobec działaczy niepodległościowego podziemia i społeczeństwa na pograniczu powiatów: jasielskiego, dębickiego i tarnowskiego, Brzostek 2009.